# Республика Алтай
Респу́блика Алта́й (алт. Алтай Республика) — субъект Российской Федерации, республика в её составе.
Входит в Сибирский федеральный округ, является частью Западно-Сибирского экономического района. Столица — город Горно-Алтайск.
На северо-западе граничит с Алтайским краем, на северо-востоке — с Кемеровской областью (Кузбассом), на востоке — с Республикой Хакасия и Республикой Тыва России, на юге — с Монголией и Китайской Народной Республикой, на юго-западе — с Казахстаном.
Образована 1 июня 1922 года как Ойратская автономная область (с 1932 года Ойротская автономная область, с 1948 года Горно-Алтайская автономная область), преобразована в автономную республику 25 октября 1990 года. 3 июля 1991 года преобразована в Горно-Алтайскую ССР. С февраля 1992 года по 7 мая 1992 года именовалась Республикой Горный Алтай.
Государственные языки: алтайский и русский. Казахский язык используется в официальных сферах общения в местах компактного проживания его носителей.

## История
На многослойной палеолитической стоянке Усть-Каракол в Усть-Канском районе археологические и палеонтологические материалы из аллювиальных осадков, выполняющие основание разреза, датируются второй половиной среднего плейстоцена (282—133 тыс. л. н.), индустрия кара-бомовского варианта относится к первой половине верхнего плейстоцена (120—50 тыс. л. н.), а усть-каракольская индустрия — к верхнему палеолиту (50—40 тыс. лет назад).
Многослойная стоянка «Кара-Бом» верховьях реки Урсул существовала 77—33 тыс. лет назад. Инвентарь из позднепалеолитических слоёв (по Деревянко и другим) принадлежит так называемым переходным индустриям: нуклеусы леваллуазского облика для получения крупных пластин, нуклеусы для снятия микропластинок, многочисленные ретушированные пластины с выемками, разнообразные скребки и резцы. Позднепалеолитические слои радиоуглеродными методами датирования отнесены ко времени около 40—30 тысяч лет назад. Малояломанская пещера на левом берегу реки Малый Яломан, в 12 километрах от одноимённого села была обитаема 38,5 тыс. лет назад (без калибровки: 33,3 тыс. лет). К эпохе верхнего палеолита относится стоянка «Тыткескень-8». Так называемые артефакты с так называемой нижнепалеолитической стоянки «Улалинка», выдававшиеся А. П. Окладниковым и А. П. Деревянко за орудия труда, являются продуктами природных сил (геофактами), а не обработанными человеком орудиями.
Алтай, в силу геополитического расположения в центре Евразии, в разные исторические эпохи объединял разные этносы и культуры. Алтай считается частью учёных прародиной тюркской языковой семьи, но к единому мнению происхождения и классификации тюркских языков лингвисты пока не пришли. Это привело к появлению в языкознании условного термина «алтайская семья языков», изучением которой занимается алтаистика.

### В составе древних империй

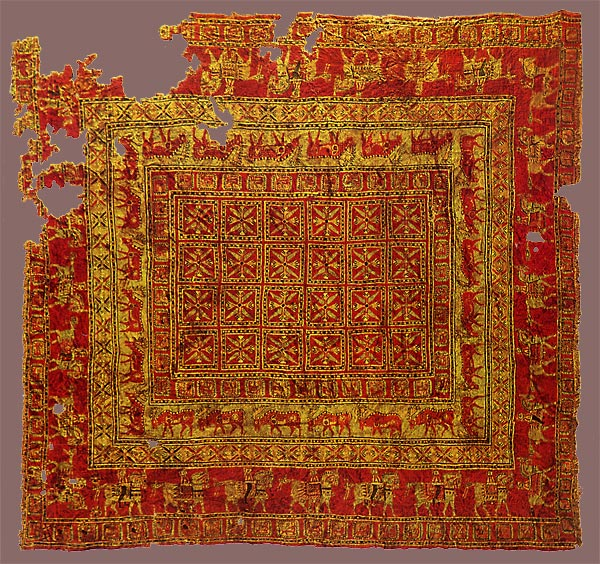
Древнейший из обнаруженных ворсовых ковров — Пазырыкский ковёр (около V в. до н. э.) (Государственный Эрмитаж)

В VIII—II веках до н. э. Алтай населяли скифы-пазырыкцы, создатели алтайского звериного стиля. Сохранившиеся элементы этого стиля в традиционном искусстве современных коренных жителей подтверждают связь алтайских племён с остальными древними народами всего евразийского материка.
Первое государство на территории Южной Сибири возникло в IV—III веках до н. э. Древнекитайские летописи называли его жителей динлинами (кит. 丁零), а государство — Динлин-го (丁零国). Динлины обитали на западном берегу Байкала. Около 201 года до н. э. государство Динлин-го было разгромлено войсками хунну (кит. 匈奴; сюнну) — древнего кочевого народа, с 220 года до н. э. по II век н. э. населявшего степи к северу от Китая (считаются предками гуннов). Затем, во II веке н. э., хуннские земли контролировало монголоязычное племя Сяньби.
В IV—VI веках территория Горного Алтая была частью монголоязычного Жужаньского каганата. После разгрома Динлин-го войсками хунну из Хакасско-Минусинской котловины к югу переместилось тюркоязычное племя кыргызов. Владыками Центральной Азии с VI века становятся тюркюты, создавшие громадный по размерам Тюркский каганат. В VI—VII веках кыргызы с подвластными таёжными народами образовали в составе каганата периферийный удел во главе с наместником — эльтебером. С VI века н. э. прототюрки распространились далее по территории Центральной Азии.
В VIII веке на Алтае существовала сепаратистская область во главе с собственными беками и иналами, претендующими на ханское достоинство (см. Барс-каган). В IX веке Хакасия стала центром Кыргызского каганата — новой агрессивной степной империи с обожествляемым каганским родом. В 840 году это государство уничтожило Уйгурский каганат (745—847), распространило свою власть не только на Алтай, но и на Туву. Преследуя остатки уйгуров, кыргызы с боями дошли до Иртыша и Амура, вторглись в оазисы Восточного Туркестана. До XIII века кыргызы сохраняли два основных массива своего расселения: 1) Верхний и Средний Енисей; 2) Алтай и Иртыш. В последующем этнические пути енисейских кыргызов и тянь-шаньских кыргызов разошлись.
В 1206 году территория нынешней Республики Алтай вошла в Монгольскую империю. По Аристову, от рек Тамира и Орхона до Иртыша простиралась территория расселения монгольского племени найманов. Государство найманов занимало земли к западу от кереитов, в нынешних Западной Монголии, южной части Республики Алтай и Восточном Казахстане. В XIV веке Монгольская держава распалась на отдельные государства. Современная территория Республики Алтай оставалась частью монгольских государств (Северная Юань, Джунгарское ханство) до 1758 года.

### В составе Российской империи

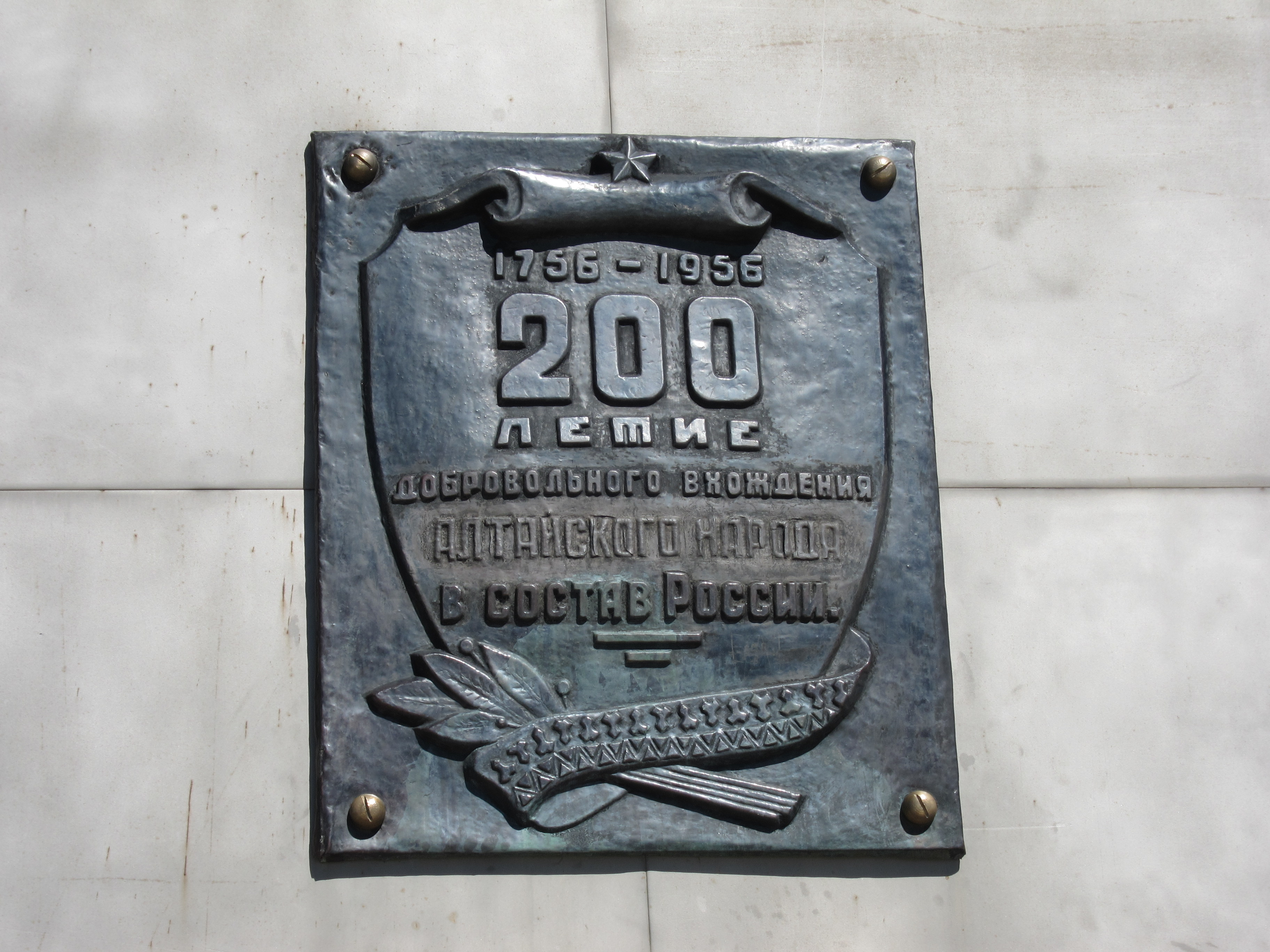
Мемориальная табличка в честь 200-летия присоединения южной части современной Республики Алтай к России

В начале XVII века на Алтае существовало множество отоков — мелких феодальных образований, входивших в конфедерацию — Теленгитский улус. После строительства Кузнецкого острога в 1618 года началось приведение алтайцев в зависимость от России. Русские первопроходцы называли алтайцев белыми калмыками. На земли Горного Алтая так же претендовали и Джунгары, которые начали собирать дань с алтайских отоков в 30-70-е годы XVII века. В середине XVII века Россия и Джунгария смогли договориться об официальном признании спорного населения, то есть жителей Горного Алтая, данниками обеих стран.
В 1755 году Джунгария была захвачена Китаем. Территория Горного Алтая, по мнению цинов, должна была отойти им.

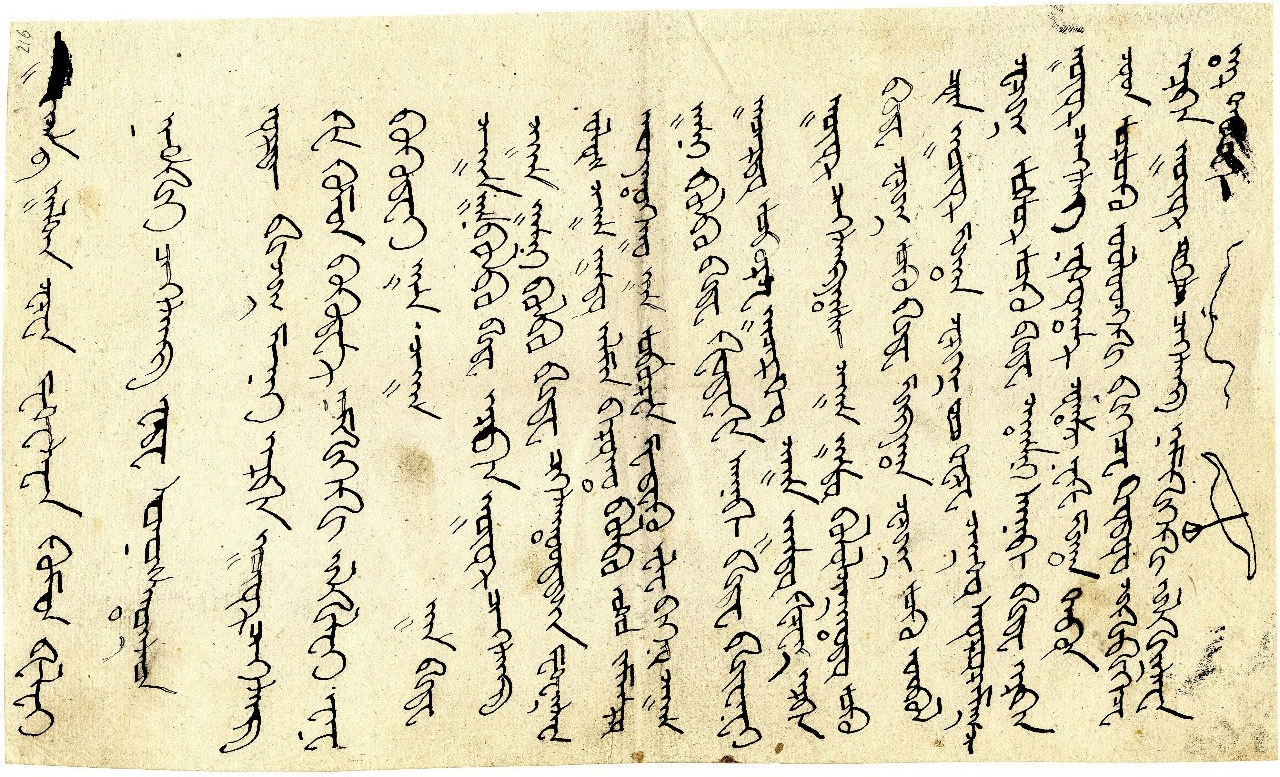
Прошение 12 алтайских зайсанов о вхождении в состав России, 1756

В 1756 году алтайцы добровольно стали подданными Российской империи. Теленгиты имели два отока с ограниченным суверенитетом (Первая Чуйская Волость и Вторая Чуйская Волость), которые просуществовали до 1864—1865 гг. выплачивая ясак Китаю и России, далее они добровольно вошли в состав России.
Северные алтайцы (кумандинцы, тубалары, челканцы) выплачивали русскому царю ясак как минимум с конца XVII века.
Горно-Алтайск возник на месте села Улала, где до 1824 года находилось небольшое поселение телеутов. Рост поселения связан с переселением сюда русских из Бийска и с развёртыванием Алтайской духовной миссии. В 1831 году в Улале начал работу главный стан, где собирались миссионеры и священнослужители, призванные обращать местных жителей в христианство. За несколько десятилетий Улала превратилась в крупный торговый центр Бийского уезда Томской губернии.

### Советское время

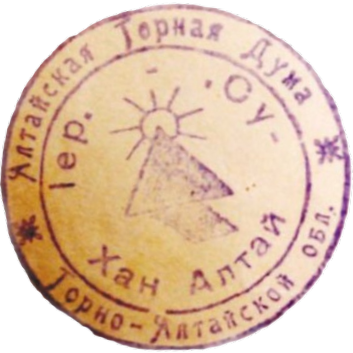
Печать Алтайской горной думы Горно Алтайского уезда, 1917

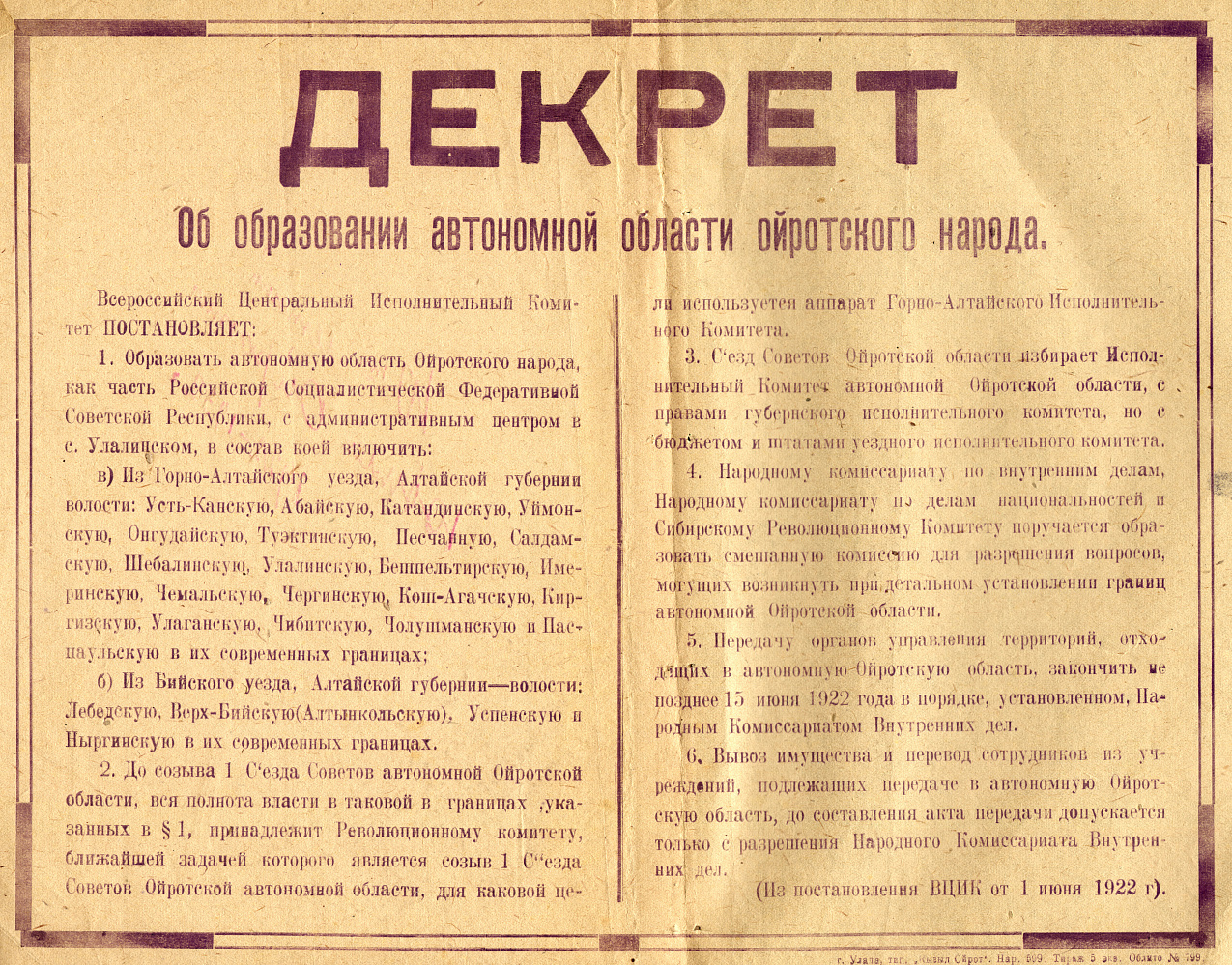
Декрет об образовании Ойротской автономной области, 1 июня 1922 года

В феврале 1918 года в Улале избран совет крестьянских и солдатских депутатов. Первым председателем совета стал И. И. Некоряков. 22 февраля Совет принял решение об учреждении Каракорум-Алтайской окружной управы в качестве национального правительства под председательством известного деятеля культуры Г. И. Гуркина. 14 июля село занял белогвардейский отряд капитана Сатунина. 30 декабря 1918 года был образован Горно-Алтайский уезд (Каракорумский) с центром в Улале. Советская власть была восстановлена 18 декабря 1919 года, когда партизанский отряд Ф. И. Усольцева занял село.
После Гражданской войны, а именно 1 июня 1922 года, была образована Ойратская автономная область в составе Алтайской губернии. Декретом ВЦИК от 2 июня 1922 года административным центром новой области было провозглашено село Улала. Через 6 лет постановлением Президиума ВЦИК XIII созыва (протокол № 45) от 27 февраля 1928 года населённый пункт был преобразован в город. В 1932 году город Улала был переименован в Ойрот-Тура. 7 января 1948 года Ойратская автономная область была преобразована в Горно-Алтайскую автономную область. В 1967 году она была награждена орденом Ленина, а в 1972 - орденом Дружбы народов.

### Современный период (с 1990 года)

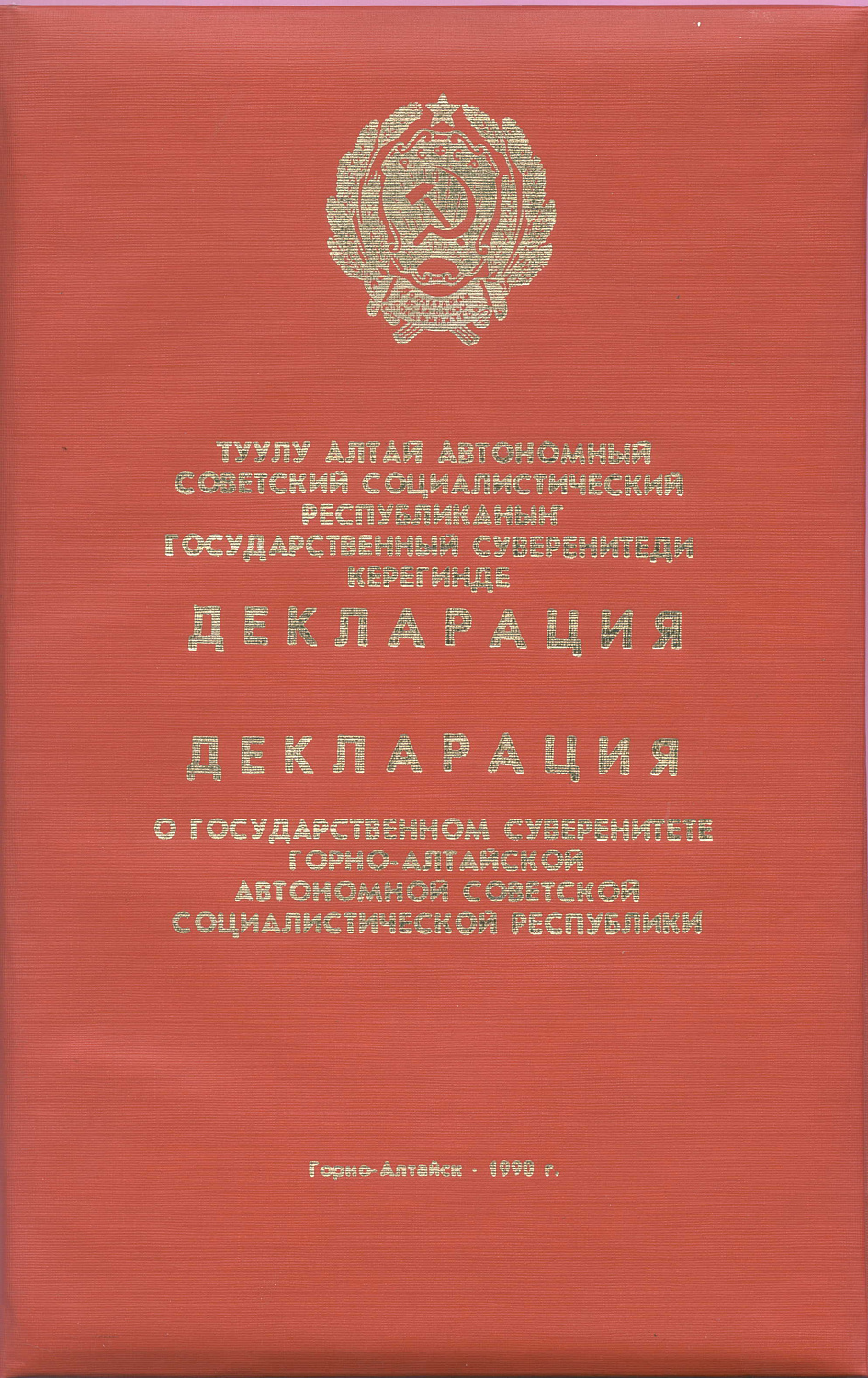
Декларация "О государственном суверенитете Горно-Алтайской автономной Советской Социалистической Республики"

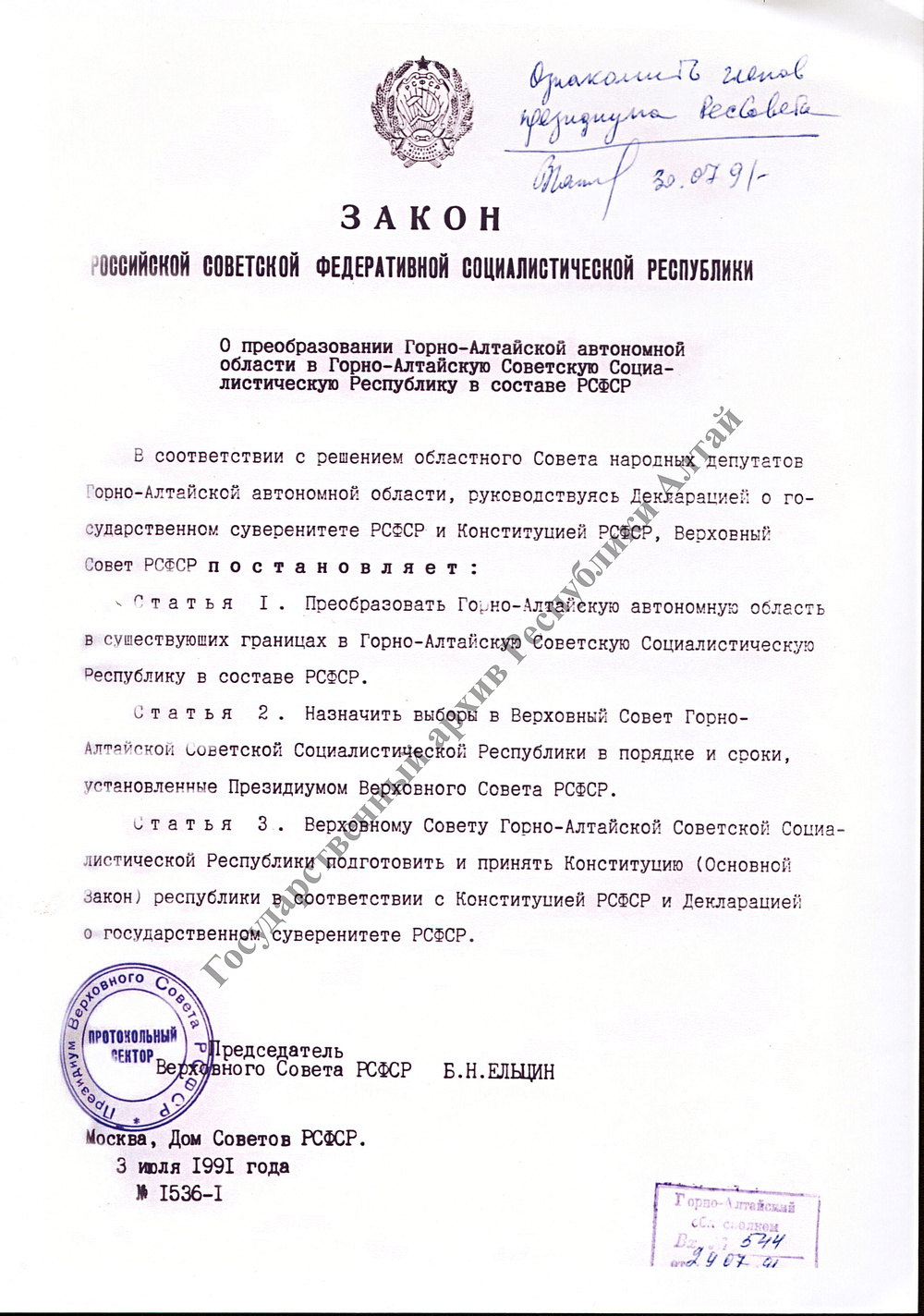
О преобразовании Горно-Алтайской автономной области в Горно-Алтайскую Советскую Социалистическую Республику в составе РСФСР

25 октября 1990 года провозглашён суверенитет, статус повышен до АССР.
3 июля 1991 года Верховный Совет РСФСР внёс в российскую конституцию поправку, преобразовавшую Горно-Алтайскую автономную область в Горно-Алтайскую Автономную Советскую Социалистическую Республику в составе РСФСР. Данная поправка была внесена на рассмотрение Съезда народных депутатов РСФСР.
8 февраля 1992 года Верховный Совет Горно-Алтайской ССР принимает постановление о переименовании республики в Республику Горный Алтай
21 апреля 1992 года Съезд народных депутатов Российской Федерации внёс положение о Республике Горный Алтай в Конституцию РСФСР. Поправка вступила в силу с момента опубликования 16 мая 1992 года в «Российской газете».

7 мая 1992 года Верховный Совет Республики Алтай принял постановление о переименовании Республики Горный Алтай в Республику Алтай. В действовавшую тогда Конституцию РФ изменения внесены не были; новое название республики было отражено лишь в Конституции РФ 1993 года.

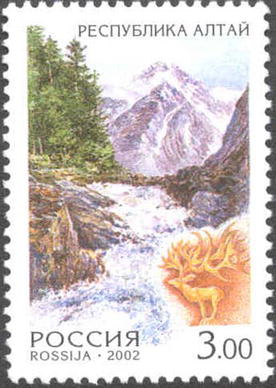
Почтовая марка России

В настоящее время республика имеет свою конституцию, принятую 7 июня 1997 года, и государственные символы — флаг, гимн и герб. Республика Алтай состоит из 10 муниципальных образований; в неё входят Чойский, Майминский, Турочакский, Чемальский, Онгудайский, Шебалинский, Усть-Канский, Усть-Коксинский, Кош-Агачский и Улаганский районы, а также самостоятельное муниципальное образование — город Горно-Алтайск. Улаганский и Кош-Агачский районы, расположенные высоко в горах, по условиям жизни приравниваются к регионам Севера. В 2024 году в Республике Алтай функционирует 91 сельская администрация; в их состав входят 246 населённых пунктов. Согласно конституции, государственными языками в республике являются алтайский и русский. Казахский язык является официальным языком в местах компактного проживания его носителей.

## Физико-географическая характеристика
Республика Алтай находится в часовой зоне МСК+4. Смещение применяемого времени относительно UTC составляет +7:00.

### Климат
Климат резко континентальный, с коротким жарким летом и длинной морозной зимой.
Среднегодовая температура воздуха в долинах составляет 0…+5 °C (теплее всего в Чемале), что является самой высокой температурой для Сибири.
В горах среднегодовая температура воздуха опускается до −6 °C (село Кош-Агач).
Кош-Агачский и Улаганский районы приравнены к районам Крайнего Севера.

### Рельеф

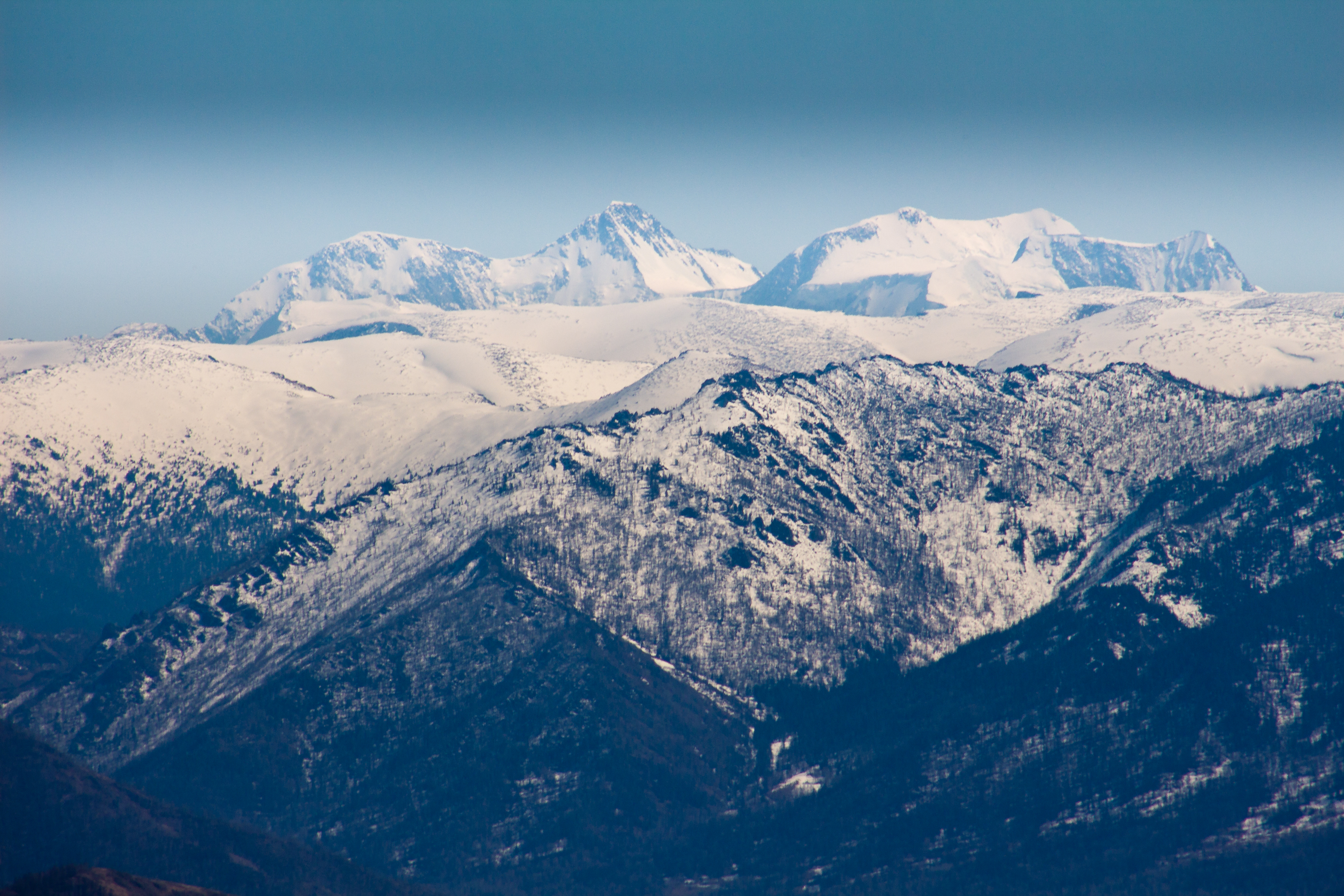
Гора Белуха — высочайшая точка Сибири

Рельеф республики характеризуется высокими хребтами, разделёнными узкими и глубокими речными долинами, редкими широкими межгорными котловинами. Самая высокая гора Белуха (другие названия: Кадын-Бажы, Уч-Сумер) (4509 метров) является высочайшей точкой Сибири.

### Лес
Лесной фонд 5,045 млн га 50,4 тыс. км2, покрытая лесом 4,125 млн га.

### Реки и озёра
Гидрографическая сеть насчитывает более 20 тысяч водотоков с общей протяжённостью более 60 тыс. км. и около 7 тысяч озёр общей площадью более 600 км². Наиболее крупные реки: Катунь и Бия, которые, сливаясь, образуют реку Обь, одну из крупнейших рек Сибири. Самое большое озеро Телецкое (Алтын-Кёль) с площадью водного зеркала 230,8 км² и глубиной 325 метров.

### Плато

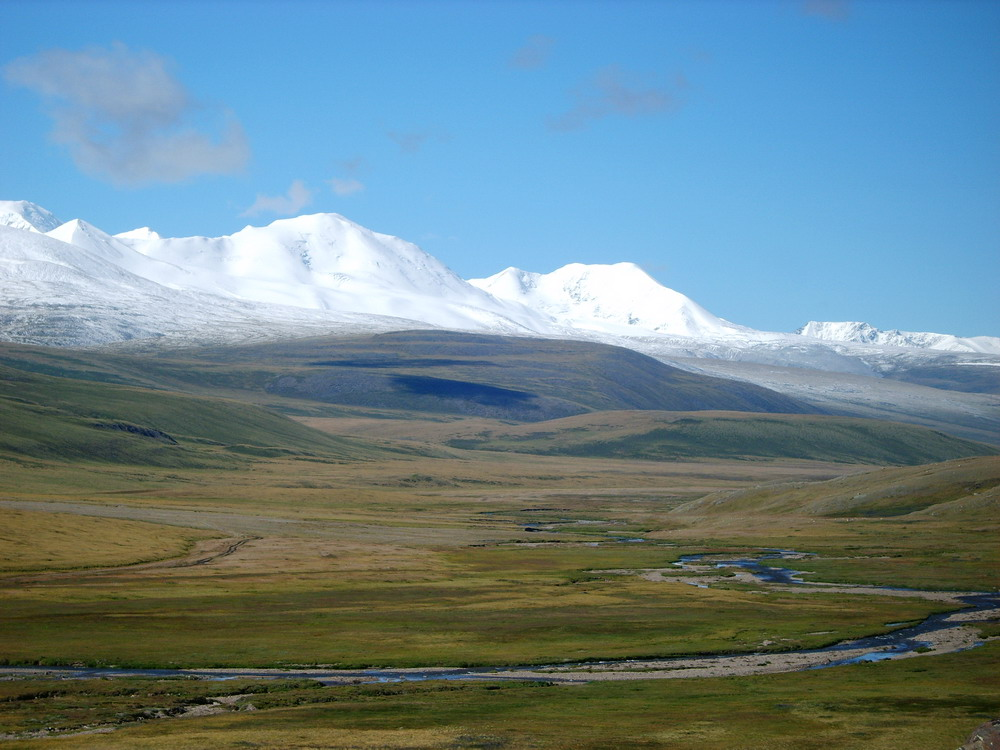
Долина реки Калгуты, вид на Табын-Богдо-Ола

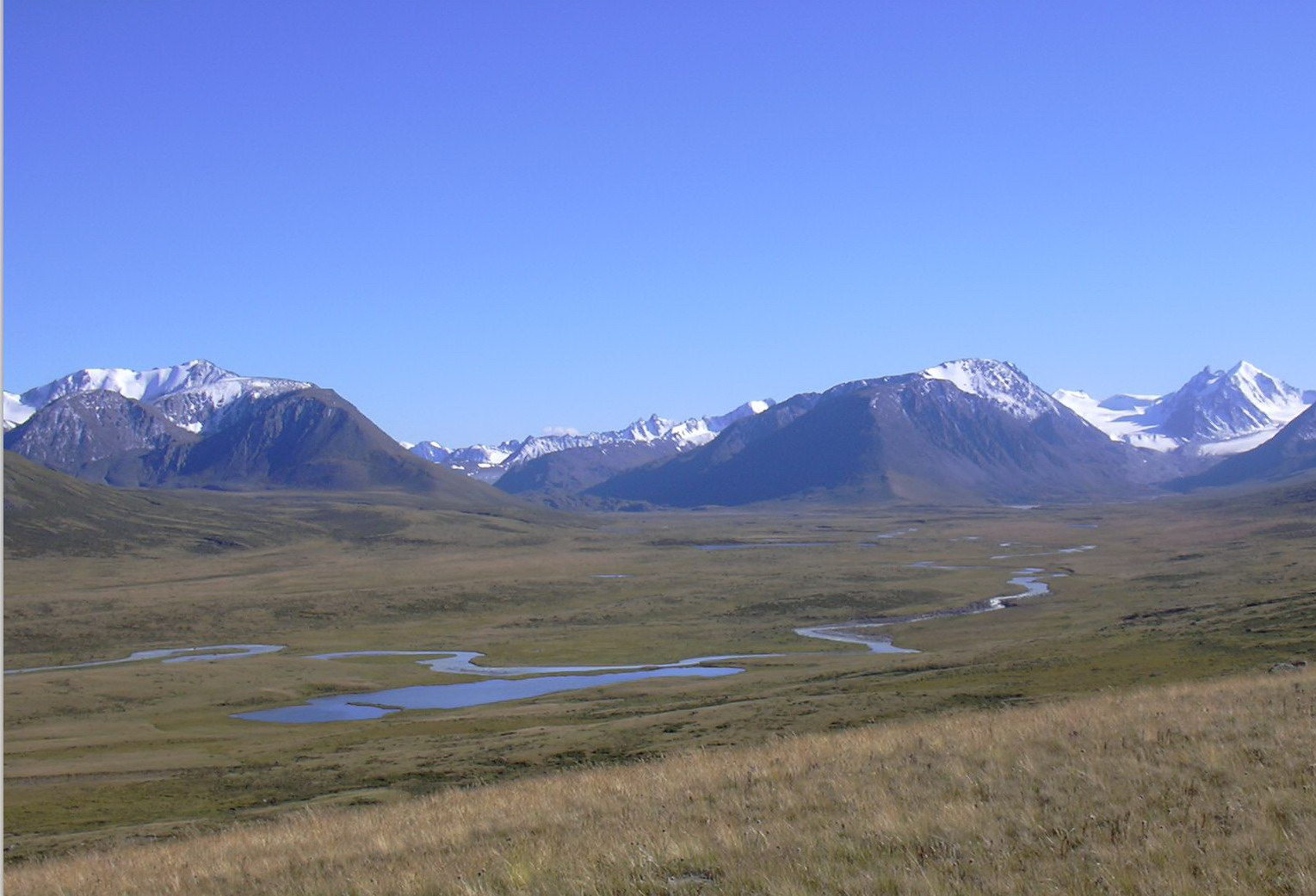
Долина Ак-Алахи, вид на перевал Канас

Укок — плоскогорье на крайнем юге Республики Алтай, на стыке государственных границ Казахстана, Китая, Монголии и России. Является реликтом высоко приподнятой холмисто-западинной и грядово-западинной поверхности выравнивания с преобладающими абсолютными высотами в 2200—2500 м, над которой в среднем на 500—600 м возвышаются горные хребты.
Максимальная абсолютная отметка горного обрамления (г. Куйтэн-Уул, прежде именовавшаяся Найрамдалом) достигает 4374,0 м. Гора Куйтэн-Уул является после Белухи второй по высоте вершиной Алтайских гор.
Морфологический облик Укока позволяет отнести его к плоскогорьям или нагорьям (по мнению географа А. Н. Рудого). В неспециальной и популярной литературе территория Укока чаще всего обозначается термином «плато».
Южная граница плоскогорья Укок проводится по линиям водоразделов хребтов Сайлюгем (западного окончания), Табын-Богдо-Ола, Южный Алтай. С севера Укок ограничен южным подножьем Южно-Чуйского хребта, по тальвегу р. Джазатор до устьевой части долины р. Коксу-Аргутской (Самахинская котловина).
В южной части плоскогорья находится природный парк «Укок».

### Природные катаклизмы
В шести южных районах Республики Алтай 27 сентября 2003 года произошло самое разрушительное за последние несколько десятилетий землетрясение. В эпицентре интенсивность достигала 8—9 баллов, сила главного толчка отмечена магнитудой 7,3. После этого в республике была зафиксирована серия новых землетрясений меньшей силы. Толчки регистрировались в Новосибирской области, Алтайском крае, Красноярском крае и Восточном Казахстане.
Наибольшие разрушения произошли в Кош-Агачском, Улаганском, Шебалинском и Онгудайском районах. Жертв не было, лишь несколько человек получили лёгкие травмы, но землетрясение разрушило и повредило свыше 1,8 тысячи (по другим данным около пятисот) жилых домов, в которых проживали более семи тысяч человек, а также административные здания (школы, больницы). Ущерб, нанесённый республике, составил более одного миллиарда рублей.

## Население

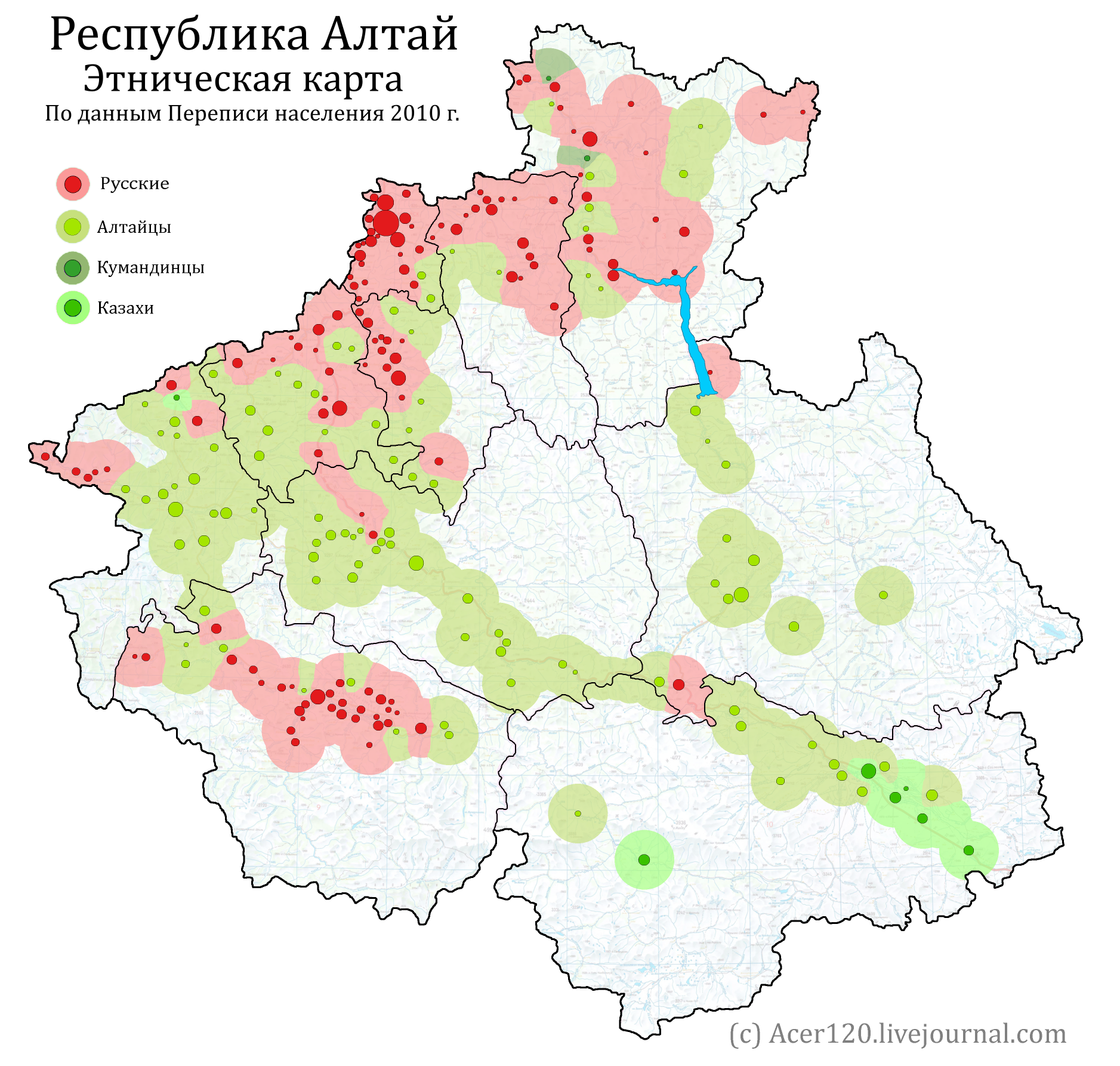
Этническая карта Республики Алтай по населённым пунктам, перепись 2010 г.

Численность населения республики по данным Росстата составляет 210 095 чел. (2025). Плотность населения: 2,26 чел./км2 (2025). Городское население: 
31,11 % (2022).
Коэффициент смертности на конец 2017 года составил 9.7 промилле. С учётом общей численности населения выходит, что в год в регионе Республика Алтай умирает 2115 человек.
Всё и городское население (его доля) по данным всесоюзных и всероссийских переписей:

### Национальный состав по данным всесоюзных и всероссийских переписей населения (1926—2010)
| Народ      | 1926            | 1939              | 1959              | 1970              | 1979              | 2002              | 2010                    |
| ---------- | --------------- | ----------------- | ----------------- | ----------------- | ----------------- | ----------------- | ----------------------- |
| русские    | 51 812 (52,0 %) | ▲114 209 (70,4 %) | ▼109 661 (69,8 %) | ▲110 442 (65,6 %) | ▼108 785 (63,2 %) | ▲116 510 (57,4 %) | ▼114 802 (56,6 %)       |
| алтайцы    | 35 601 (35,7 %) | ▲39 285 (24,2 %)  | ▼38 019 (24,2 %)  | ▲46 750 (27,8 %)  | ▲50 203 (29,2 %)  | ▲62 192 (30,6 %)  | ▲68 814 (33,9 %)        |
| казахи     | …               | ▲4280 (2,6 %)     | ▲4745 (3,0 %)     | ▲7170 (4,3 %)     | ▲8677 (5,0 %)     | ▲12 108 (6,0 %)   | ▲12 524 (6,2 %)         |
| теленгиты  | 3414 (3,4 %)    | …                 | …                 | …                 | …                 | 2368 (1,2 %)      | ▲3 648 (вкл. в алтайцы) |
| кумандинцы | 1384 (1,4 %)    | …                 | …                 | …                 | …                 | 931 (0,5 %)       | ▲1062 (0,5 %)           |
| украинцы   | …               | ▲1682 (1,0 %)     | ▼1462 (0,9 %)     | ▼1309 (0,8 %)     | 1305 (0,8 %)      | ▲1437 (0,7 %)     | ▼1010 (0,5 %)           |
| немцы      | …               | …                 | ▲1113 (0,7 %)     | ▼637 (0,4 %)      | ▲720 (0,4 %)      | ▲903 (0,4 %)      | ▼700 (0,3 %)            |

## Здравоохранение
В регионе Республика Алтай по данным, доступным на 2018 год ежегодно регистрируется:
- 107 больных с диагнозом ВИЧ-инфекции;
- 595 больных с диагнозом злокачественного новообразования, то есть страдающих различными раковыми заболеваниями. Данная категория населения получает современное и эффективное лечение в лучших клиниках региона;
- 136 пациентов с туберкулёзом;
- 8 больных, лечащихся от наркомании;
- 197 человек с заболеванием алкоголизма;
- 49 больных с диагнозом сифилиса[48].

## Административно-территориальное деление

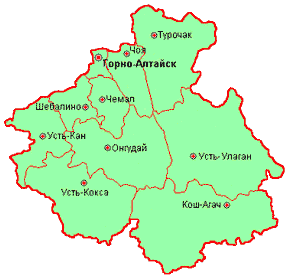
Районы Республики Алтай

Согласно Конституции Республики Алтай, регион делится на 1 город (республиканского значения) и 10 районов (аймаков), состоящих из населённых пунктов[1]. Согласно Закону Республики Алтай «Об административно-территориальном устройстве Республики Алтай», субъект РФ включает следующие административно-территориальные единицы: 1 город, 10 районов (аймаков) и входящие в их состав 91 сельское поселение.
В рамках муниципального устройства республики, в границах административно-территориальных единиц Алтая образованы 102 муниципальных образования: 1 городской округ и 10 муниципальных районов, которые включают 91 сельское поселение.
Город (городской округ) и районы (муниципальные районы)
| Город / городской округ                |                               |                    |         |       |                 |
| I                                      | Горно-Алтайск                 | Горно-Алтайск      | ↘63 848 | 0,096 |                 |
| Районы (аймаки) / муниципальные районы |                               |                    |         |       |                 |
| 1                                      | Кош-Агачский район (аймак)    | Кӧжӧӧ-Агаш аймак   | ↘18 328 | 20,0  | село Кош-Агач   |
| 2                                      | Майминский район (аймак)      | Майма аймак        | ↘30 375 | 1,4   | село Майма      |
| 3                                      | Онгудайский район (аймак)     | Оҥдой аймак        | ↘14 051 | 11,7  | село Онгудай    |
| 4                                      | Турочакский район (аймак)     | Турачак аймак      | ↘11 174 | 11,0  | село Турочак    |
| 5                                      | Улаганский район (аймак)      | Улаган аймак       | ↘11 623 | 18,4  | село Улаган     |
| 6                                      | Усть-Канский район (аймак)    | Кан-Оозы аймак     | ↘14 438 | 6,3   | село Усть-Кан   |
| 7                                      | Усть-Коксинский район (аймак) | Кӧк-Суу Оозы аймак | ↘15 801 | 12,9  | село Усть-Кокса |
| 8                                      | Шебалинский район (аймак)     | Шебалин аймак      | ↘11 988 | 3,9   | село Шебалино   |
| 9                                      | Чемальский район (аймак)      | Чамал аймак        | ↘10 180 | 3,0   | село Чемал      |
| 10                                     | Чойский район (аймак)         | Чой аймак          | ↘7624   | 4,5   | село Чоя        |

## Населённые пункты
Населённые пункты с численностью населения более 2000 человек
| Горно-Алтайск | ↘63 848 |
| Майма         | ↘16 890 |
| Кош-Агач      | ↘8334   |
| Турочак       | ↘5250   |

| Онгудай    | ↗5786 |
| Шебалино   | ↗5185 |
| Кызыл-Озёк | ↘4513 |
| Усть-Кокса | ↗4437 |

| Усть-Кан | ↗4892 |
| Чемал    | ↗4011 |
| Улаган   | ↗4203 |
| Акташ    | ↘2113 |

## Экономика

### Сельское хозяйство
1 января 2021 года сельское население составляло 156 450 человек, то есть 71 % населения Республики Алтай.
Продукция сельского хозяйства в 2020 году 10,2 млрд рублей (-4,1 %).
Основу экономики Республики Алтай составляет животноводство, разведение маралов и связанное с ними различное применение продукции из пантов, заготовка древесины и деревообработка, пчеловодство, заготовка лекарственных трав и растений, а также туризм, выращивание кормовых культур, садоводство и прочее. Средняя начисленная заработная плата в Республике Алтай в 2020 году равнялась 34 947 рублям.
На 1 января 2021 г. поголовье крупного рогатого скота в хозяйствах всех сельхозпроизводителей 206,5 тыс. голов (-7,8 %), в том числе коров — 110,3 тыс. голов; овец и коз — 448,8 тыс. голов (-18,6 %), свиней — 4,5 тыс. голов (+0,6 %).
К началу января 2021 г. на хозяйства населения приходилось 40,5 % поголовья овец и коз, 49,4 % — крупного рогатого скота, 96,7 % — свиней (год назад соответственно 34,8 %, 47,9 % и 96,6 %).
Надой молока на корову в 2020 г. в сельхозорганизациях составил 3707 кг (-3,2 %) (в 2019 году средний надой молока на корову в России 4640 кг, из них сельхозорганизации 6286 кг, КФХ 3791 кг, хозяйства населения 3471 кг). В 2020 г. производство скота на убой увеличилось на 3,6 %, молока — уменьшилось на 0,7 %.
| Посевные площади: | Посевные площади: | Посевные площади: | Посевные площади: | Посевные площади: | Посевные площади: | Посевные площади: |
| год               | 1990              | 1995              | 2000              | 2005              | 2010              | 2015              |
| ----------------- | ----------------- | ----------------- | ----------------- | ----------------- | ----------------- | ----------------- |
| тыс. гектар       | 146,5             | 132,1             | 106,6             | 103,4             | 103,3             | 108,3             |

### Транспорт

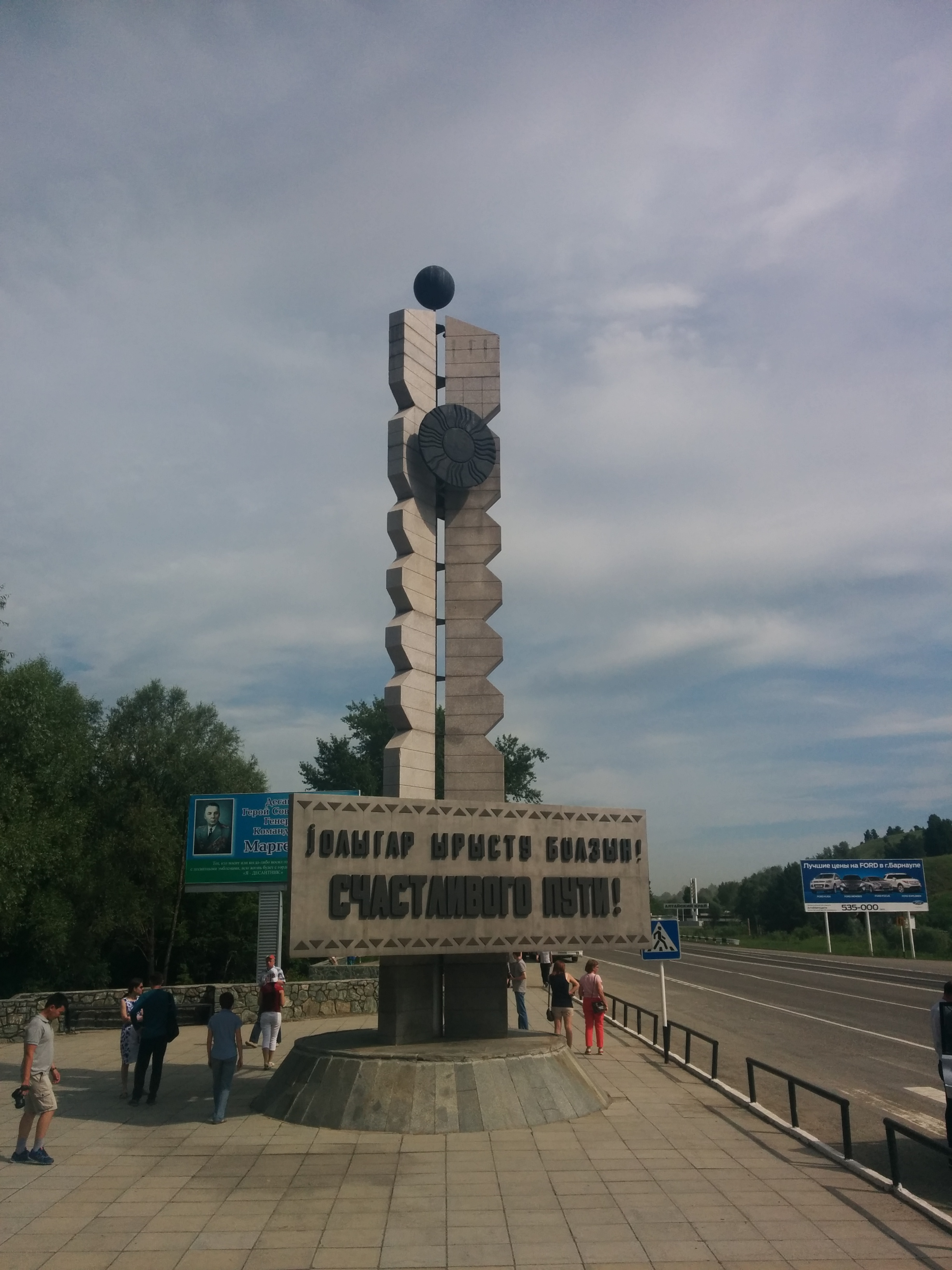
Стела на выезде из Республики Алтай в сторону Алтайского края

Автомобильный транспорт играет в жизни республики важнейшую роль, хотя сеть автомобильных дорог развита недостаточно. Через территорию республики с севера на юг проходит федеральная автомобильная трасса Р-256 «Чуйский тракт», на всей протяжённости имеющая асфальтобетонное покрытие. Столица республики связана автобусным сообщением со всеми районными центрами. Город Горно-Алтайск обеспечен регулярными городскими автобусными маршрутами. Работает аэропорт Горно-Алтайск.
До 1990-х годов в Республике Алтай, в каждом районном центре работал аэропорт, производились регулярные и чартерные рейсы. По состоянию на начало 2015 года, ни один из этих аэропортов практически не действует. На территории республики оборудованы и действуют несколько коммерческих вертолётных площадок: в селе Урлу-Аспак, в селе Онгудай, на территории комплекса «Алтайское подворье» и другие.
Железных дорог в Республике Алтай нет. Ближайшая железнодорожная грузовая и пассажирская станция — Бийск Западно-Сибирской железной дороги.

### Газопровод «Сила Сибири-2»
ОАО «Газпром» планирует проложить по территории республики магистральный газопровод из месторождений Сибири до границы с Китаем в районе плоскогорья Укок. Он может принести существенные поступления от налогов в бюджет республики и создать рабочие места для строительства и обслуживания, однако, по мнению ряда экологов, может разрушить уникальную экосистему Укока, объявленного объектом всемирного наследия ЮНЕСКО.

### Энергетика
По состоянию на конец 2019 года, на территории Республики Алтай эксплуатировались 8 солнечных электростанций общей мощностью 120 МВт, а также 2 малые гидроэлектростанции общей мощностью 1,3 МВт и 10 небольших дизельных электростанций. В 2018 году они произвели 51 млн кВт·ч электроэнергии. Республика Алтай является единственным регионом России, на территории которого большая часть электроэнергии производится солнечными электростанциями.

## Наука и образование

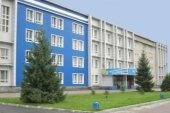
ГАГУ

В Горно-Алтайске расположены Горно-Алтайский государственный университет, институт повышения квалификации и профессиональной переподготовки работников образования, Институт алтаистики им. С. С. Суразакова, учреждения среднего профессионального образования (экономический техникум, колледжи: медицинский, политехнический, аграрный, педагогический, культуры и искусства). Также работают научно-исследовательские учреждения под эгидой Сибирского отделения РАН.

## Печатные издания
Издаются три республиканские газеты («Листок», «Звезда Алтая» и «Алтайдыҥ чолмоны») и 10 районных газет.

## Культура
В Горно-Алтайске работают Национальный музей Республики Алтай имени А. В. Анохина, в котором хранится мумия Алтайской принцессы с плато Укок, Национальная библиотека Республики Алтай имени М. В. Чевалкова, Национальный театр Республики Алтай им. П. В. Кучияка (открыт 17 августа 1971 года), городской дом культуры, который ведёт активную работу по поддержке творческих коллективов «Синегорье», «Ойойым», «Раздолье», «Декаданс», «Глория», «Беловодье», «Радуница», «Наурыз».
Регулярно проводятся национальные праздники Чага-Байрам, Масленица, Наурыз. Чага-Байрам получил с февраля 2013 года официальный статус республиканского праздника.
В городе действуют пять библиотек (три городских и две республиканские).
В Республике Алтай функционирует киностудия «АлтайФильм»

## Туризм

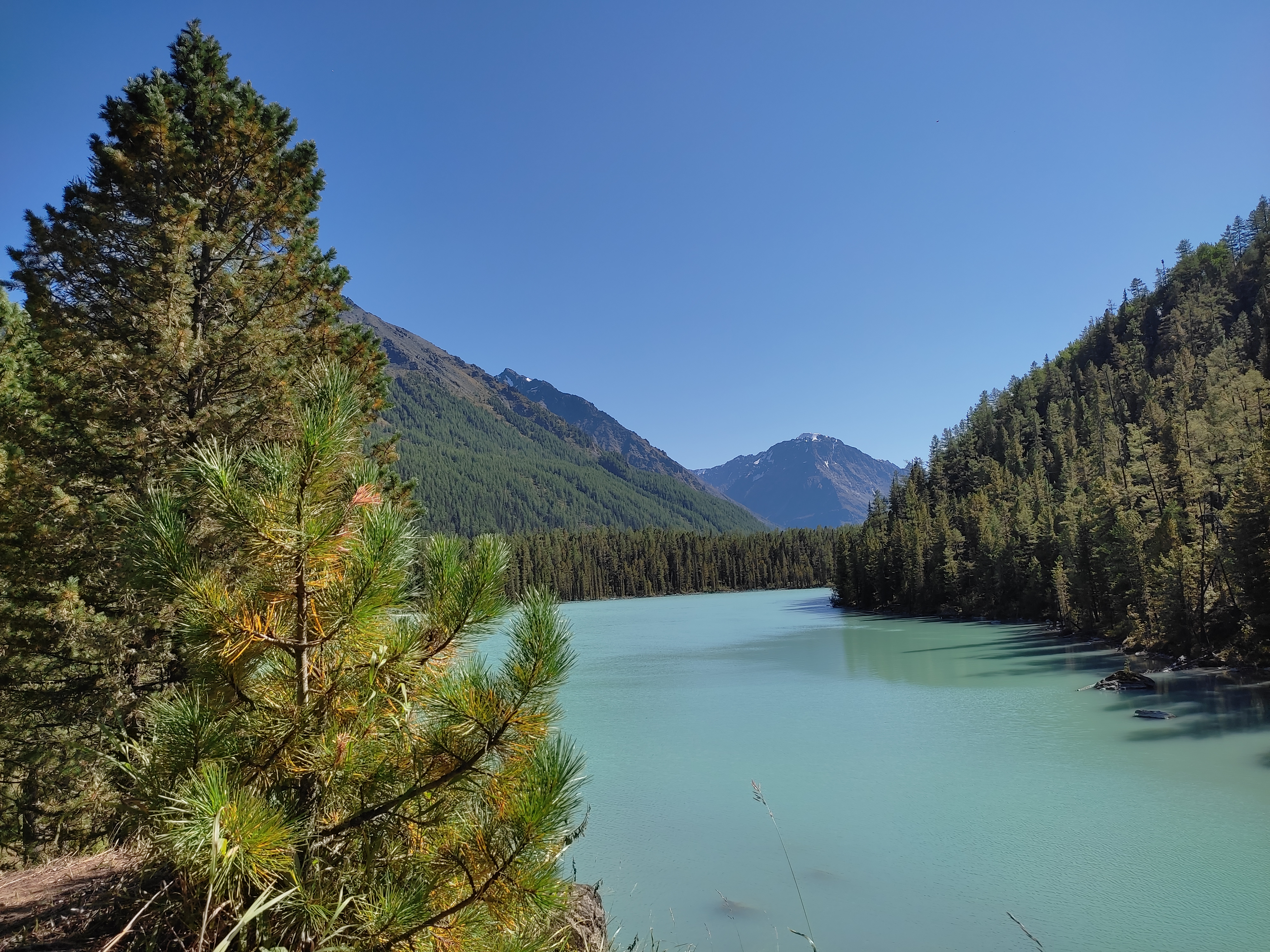
Кучерлинское озеро

Туризм в Республике Алтай является одной из основных отраслей экономики региона, а также важным источником дохода. Ежегодно на Алтай приезжает до 1 млн туристов. Среди активных видов отдыха наибольший объём занимают летние экологические и культурно-познавательные путешествия и экскурсии по автомобильным, пешим, конным, водным, альпинистским, охотничьим, рыболовным, спелеологическим и иным маршрутам с посещением природных и культурно исторических объектов и территорий.
На территории республики находится большое число примечательных природных объектов. Наибольшей популярностью у туристов пользуется Телецкое озеро, на берегах которого разместились десятки пансионатов, турбаз и кемпингов.
Здесь расположены лучшие места для рыбалки, проводятся пешие, конные, водные и автобусные экскурсии. Каскад Каракольских озёр в Чемальском районе представляет собой уникальный природный заповедник. Вода в каждом из семи озёр каскада отличается по цвету и химическому составу.
Цепочка Шавлинских озёр в верхнем течении реки Шавлы — цель пеших и конных маршрутов по живописным предгорьям Северо-Чуйского хребта.
На территории Усть-Коксинского района располагается гора Белуха (4506 м), самая высокая точка республики и всей Сибири.
В 2011 году город Горно-Алтайск получил золотую медаль Всероссийского конкурса «Чистый город-2011», в 2012 г. — премию международных экологов Global Brando Award и первое место среди средних муниципальных образований во Всероссийском конкурсе «Самый чистый город России».

## Республика Алтай в нумизматике
В 2006 году Центральным банком России была выпущена памятная биметаллическая монета номиналом 10 рублей, посвящённая Республике Алтай. Всего было выпущено 10 млн экземпляров.

## Комментарии
1. ↑  Используется в официальных сферах общения в местах компактного проживания его носителей (ст. 4 закона «О языках народов, проживающих на территории Республики Алтай»).